# Luca Marconi
Luca Marconi (Rimini, 13 de julio de 1989) es un piloto de motociclismo italiano. Estuvo compitiendo de manera regular en el Campeonato del Mundo de Motociclismo en 2009 y 2010.

## Biografía
A la edad de 12 años empieza a correr en Italia en la categoría de Junior B con una minimoto DM. Hizo su debut en 2002, también en Italia. En 2006 se proclamó campeón europeo. En 2007 participó en el trofeo Honda y en el Campeonato italiano 125, compitiendo para el equipo MN Racing.
Debuta en el Mundial en la temporada 2009 con la Aprilia RS 125 R del team CBC Corse. Su compañero será Luca Vitali. En 2010, ficha por el Ongetta Team, con Alexis Masbou y Jonas Folger como compañeros. Participa en todos los Grandes Premios excepto en tres pero no consigue puntuar.
En 2011, debuta en el Campeonato Mundial de Supersport a bordo de una Yamaha YZF R6 con el equipo Bike Service R.T. Cierra la temporada sumando tres puntos. Mejor le va 2012 ya que con la moto del equipo VFT Racing acaba en el puesto 23 de la general con 16 puntos.
En 2013, volvió a ser piloto titular con una Honda CBR600RR del equipo PTR Honda y cierra la temporada en el vigésimo puesto con 17 puntos.
En 2015, prueba en la Superstock 1000 FIM Cup, donde es piloto titular de equipo Trasimeno, y acaba en decimoséptimo lugar con 17 puntos obtenidos.
Parecidos resultados obtuvo en 2016con la misma moto de la temporada anterior. En 2017, es piloto titular con Yamaha YZF-R1 del Theblacksheep Team, aunque sale puede disputar tres carreras.

## Resultados

### Carreras por año
(Carreras en negrita indica pole position, carreras en cursiva indica vuelta rápida)
| Año  | Clase | Moto    | 1      | 2      | 3      | 4       | 5       | 6       | 7      | 8       | 9      | 10     | 11      | 12     | 13      | 14      | 15      | 16      | 17    | 18 | Pos. | Pts. |
| ---- | ----- | ------- | ------ | ------ | ------ | ------- | ------- | ------- | ------ | ------- | ------ | ------ | ------- | ------ | ------- | ------- | ------- | ------- | ----- | -- | ---- | ---- |
| 2009 | 125cc | Aprilia | QAT 24 | JPN 25 | SPA 25 | FRA Ret | ITA Ret | CAT 24  | NED 23 | GER 24  | GBR 23 | CZE 26 | IND 24  | RSM 24 | POR Ret | AUS 26  | MAL Ret | VAL 21  |       |    | 0    | -    |
| 2010 | 125cc | Aprilia | QAT 22 | SPA 17 | FRA -  | ITA Ret | GBR 23  | NED Ret | CAT 18 | GER Ret | CZE 23 | IND 18 | RSM Ret | ARA -  | JPN 23  | MAL Ret | AUS 19  | POR Ret | VAL - |    | 0    | -    |